# Boltonia diffusa
Boltonia diffusa là một loài thực vật có hoa trong họ Cúc. Loài này được Elliott mô tả khoa học đầu tiên.